# Palín
Palín é uma cidade da Guatemala do departamento de Escuintla.